# Orphnaecus pellitus
Orphnaecus pellitus är en spindelart som beskrevs av Simon 1892. Orphnaecus pellitus ingår i släktet Orphnaecus och familjen fågelspindlar.
Artens utbredningsområde är Filippinerna. Inga underarter finns listade i Catalogue of Life.